# تازه آباد هيجان (مقاطعة ديواندرة)
تازه‌آباد هيجان (بالفارسية: تازه‌آباد هیجان) هي قرية تقع في قسم قراتورة الريفي (مقاطعة ديواندرة) في إيران. يقدر عدد سكانها بـ 147 نسمة بحسب إحصاء 2016.